# Sport athlétique mérignacais
Cet article concerne le club omnisports SA Mérignac. Pour les autres disciplines, voir Association sportive Mérignac rugby, Mérignac Handball et SA Mérignac (football).
Le Sport Athlétique Mérignacais, abrégé en SAM, est un club omnisports français basé à Mérignac, créé en février 1972, à la suite de la fusion du Stade Amical Mérignacais (fondé en 1892, 10 disciplines) avec  le Sport Athlétique Bordelais de Mérignac (fondé en 1897, cyclisme et rugby), la  VGA Médoc (fondé en 1907) et le Patronage laïc de Jules Ferry.
Son président fondateur fut Fernand Sampieri, arbitre international de rugby et haut fonctionnaire à la préfectorale. Il est membre de la Fédération française des clubs omnisports.
Ses 7 500 adhérents et 27 sections en font l'un des  plus grands clubs omnisports de la région Nouvelle-Aquitaine avec celui de son célèbre et vieux voisin des Girondins de Bordeaux, le Stade Poitevin, l'ASPTT Limoges, le Stade Montois, l'Aviron Bayonnais et la Section Paloise et avec l'Union Saint-Bruno Bordeaux avec ses 8 000 licenciés. 

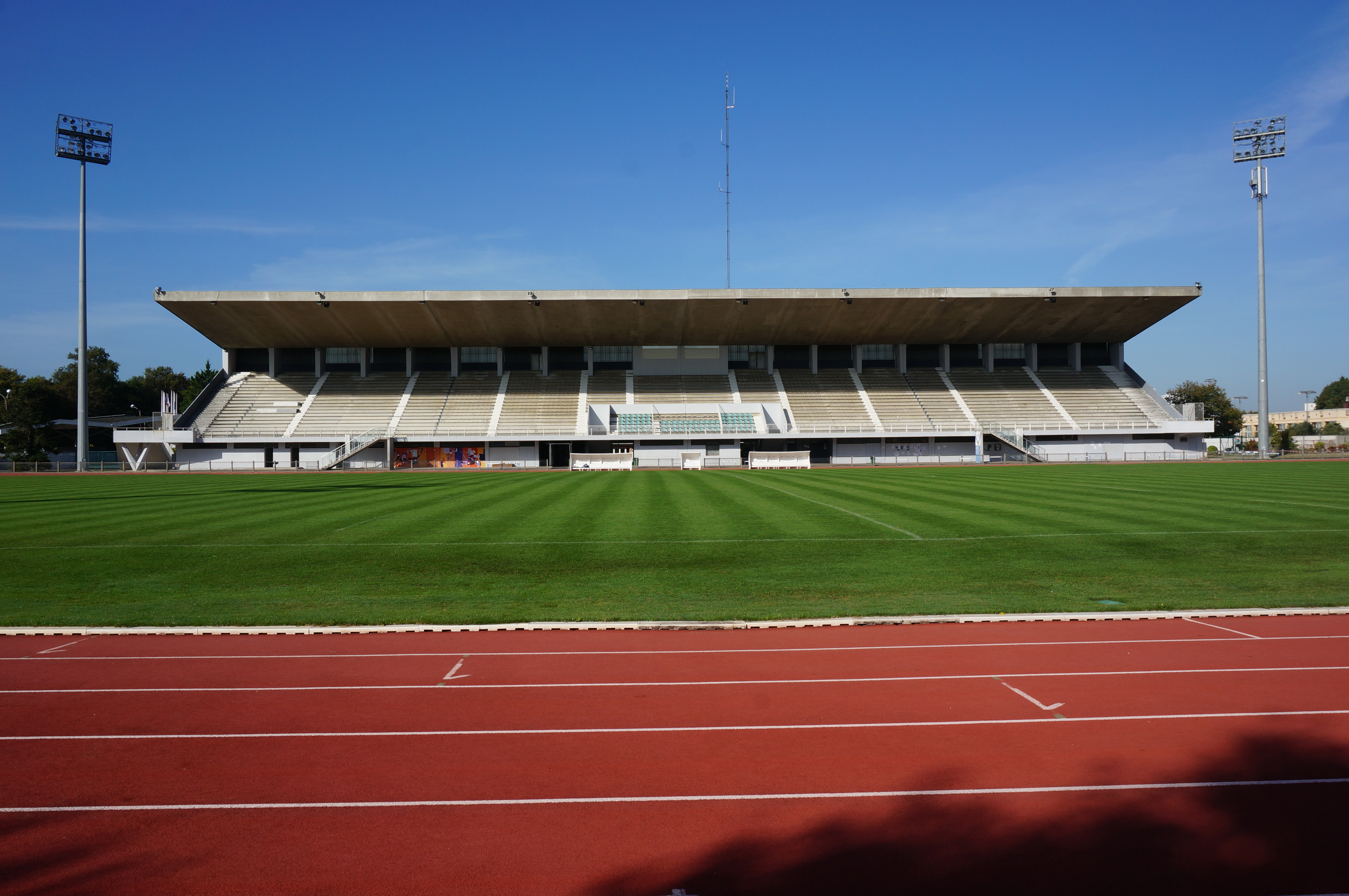
Vue générale du stade Robert-Brettes, siège du Sport athlétique mérignacais (SAM) et antre de ses sections football et rugby à Mérignac, en 2014.

## Les sections

### Sections actuelles
- Aïkido
- Armes japonaises
- Athlétisme
- Badminton
- Basket-ball
- Boxe anglaise
- Boxe française
- Canoë-kayak
- Cyclisme
- Escrime
- Football, voir SA Mérignac
- Gymnastique
- Gym-Détente-Santé
- Gym Volontaire F
- Hockey sur gazon
- Judo
- Karaté
- Natation
- Pelote basque
- Pétanque
- Roller
- Subaquatique
- Tennis
- Tennis de table
- Tir à l'arc
- Triathlon
- Volley-ball

### Anciennes sections
- Handball : Mérignac Handball, section entre 1960 et 2005
- Rugby à XV : Association sportive Mérignac rugby, section entre 1972-1988

### Section roller
Le club compte aussi une section roller regroupant du rink hockey, de la randonnée, du freestyle, de la course de vitesse et du roller derby. Le rink hockey évolue en Nationale 1, qui est la plus haute division française.
Palmarès
- 1 titre de Coupe de France de rink hockey (2009)
- 1 titre de Champion de France de hockey sur gazon féminin (2014)